# Osteocondrose

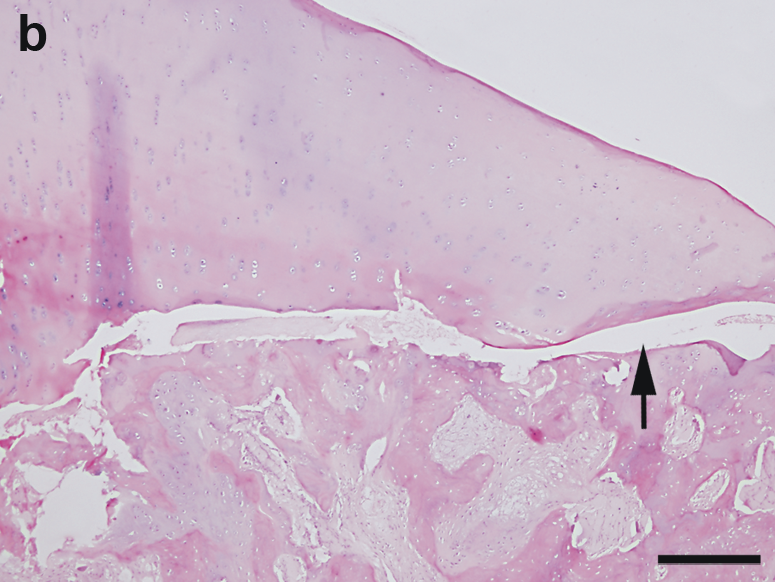
Fotografia

Osteocondrose é o nome que se dá, em patologia, para a osteocondrite de crescimento, ou seja, a afecção idiopática, de cunho não inflamatório, que ocorre durante a fase de crescimento do indivíduo e afeta o núcleo da epífise. O disturbio causa ossificação endocondral, diminuição de cartilagem. 
Nos achados radiograficos da doença encontramos irregularidades no osso, osteólise e esclerose marginal